# Markku Jokisipilä
Markku Jokisipilä, född 1972 i Helsingfors, är en finsk historiker och doktor i statsvetenskap. Hans avhandling, Aseveljiä vai liittolaisia?: Suomi, Saksan liittosopimusvaatimukset ja Rytin-Ribbentropin sopimus, behandlade Finlands relationer med Tyskland och Sovjetunionen under andra världskriget.
Markku Jokisipilä har deltagit i världsmästerskapen i rodd och har varit expertkommentator för bland annat rodd i Eurosports sändningar sedan 2003.